# Valpolicella Ripasso superiore
Il Valpolicella Ripasso superiore è un vino rosso DOC del Veneto prodotto esclusivamente nella Valpolicella in provincia di Verona da vitigni autoctoni quali Corvina, Corvinone (nella misura massima del 50% in sostituzione della Corvina), Rondinella ma anche in percentuali minori con Forselina, Negrara e Oseleta. La Molinara uscita recentemente dal disciplinare come obbligatoria è comunque permessa.
Sono le stesse uve che vengono utilizzate per la produzione dell'Amarone e del Recioto.

## Metodo di produzione
La tecnica del ripasso consiste nel versare, prima dell'affinamento in botte, il vino Valpolicella base direttamente nei tini dove è stato precedentemente pigiato l'Amarone lasciandolo riposare a contatto con le vinacce appena pressate per circa 15/20 giorni. In questo modo il vino riceve dalle vinacce appassite parte dell'aroma che è proprio dell'Amarone. È possibile inoltre effettuare la tecnica del ripasso anche sulle vinacce appena pigiate del Recioto. In questo caso si otterrà un Valpolicella Ripasso leggermente più dolce.

## Caratteristiche organolettiche
- Colore: Rosso rubino tendente all'impenetrabile.
- Olfatto: Strutturato.
- Gusto: Frutti di bosco a bacca rossa, a volte tostatura e tabacco, vanigliato, tannini morbidi.

## Le Denominazioni
Il Valpolicella Ripasso superiore riceve la denominazione "Superiore" perché l'affinamento in botte avviene per un minimo di 12 mesi a partire dal 1º gennaio successivo alla vendemmia e il grado alcolico risulta essere al consumo superiore al 12%.